# Stade de la Montée Rouge
Das Stade de la Montée Rouge ist ein Fußballstadion in der westfranzösischen Kleinstadt Châtellerault im Département Vienne in der Region Nouvelle-Aquitaine. Im Mai 1959 zog der Verein von der alten Spielstätte Stade du Luna Park in das Stade de la Montée Rouge. Es bietet 8033 Plätze (darunter 2033 Sitzplätze). Um das Spielfeld verläuft eine Aschenbahn. In den frühen 80er Jahren wurde eine neue Haupttribüne gebaut. Im Sommer 2008 wurden ein neuer Rasen verlegt und die Umkleidekabinen und weitere Räumlichkeiten im Stadion renoviert.